# Denudatio
Denudatio (del lat. denudāre, desnudar) es una expresión latina.
Según la gnoseología medieval que define el mundo como teofanía o manifestación divina, se trata del proceso por el cual la imaginación, tras recibir una forma sensible (una impresión del mundo) a través de los sentidos, elimina los accidentes (los residuos aparienciales) hasta depurar de la forma su esencia (el concepto abstracto relativo al objeto que ha causado la impresión) para presentarla al intelecto.
En la primera fase del proceso la imaginación cogitativa combina las formas ya presentes en la conciencia con las nuevas; en la segunda, la estimativa extrae las intenciones no sensibles presentes en el objeto sensible individual. Así es como el alma, o si se prefiere la inteligencia, comprende lo esencial acerca de un objeto y puede después recrearlo, reconocerlo en otras formas concretas diferentes de la percibida por primera vez.

## Otros usos
En geología, la denudación es la desintegración de las rocas por acciones físicas y químicas, así como por el arrastre por agua o viento de los materiales desprendidos.
- Datos: Q5802771